# 冨士原生
冨士原 生（ふじはら いく、2006年8月30日 -  ）は、日本の男性子役。

## 人物
3歳からダンスをやっており、EXPGに入所。

## 出演

### テレビドラマ
- HiGH&LOW〜THE STORY OF S.W.O.R.D.〜（2015年、日本テレビ） - ヤマト（子供時代） 役
- ポリス×戦士 ラブパトリーナ!（2020年 - 2021年6月27日、テレビ東京） - 剣崎ハヤト 役

### その他のテレビ番組
- 天才てれびくんシリーズ（NHK Eテレ） - てれび戦士
  - 天才てれびくんYOU（2018年4月2日 - 2020年4月2日）
  - 天才てれびくんhello,（2020年4月6日 - 2021年4月1日）
- おはスタ（2020年7月24日、テレビ東京）

### 映画
- 劇場版 ポリス×戦士 ラブパトリーナ!〜怪盗からの挑戦!ラブでパパッとタイホせよ!〜（2021年5月21日、KADOKAWA） - 剣崎ハヤト 役

### 舞台
- 劇団EXILE公演「Tomorrow Never Dies-やってこない明日はない-」（2015年）

### MV
- EXILE ATSUSHI & 辻井伸行「それでも、生きてゆく」（2013年）
- DANCE EARTH PARTY feat. The Skatalites＋今市隆二 from 三代目 J Soul Brothers「BEAUTIFUL NAME」（2015年）

### 動画
- みんな知ってる?-下水道の世界-（2019年2月、埼玉県下水道公社） - いっくん 役

### CM
- ABCマート（2013年） - 店頭ポスターモデル
- ビーツ・エレクトロニクス「Beats by Dr. Dre Pill」（2016年）